# Danube (New York)
Danube è un comune degli Stati Uniti d'America, situato nello Stato di New York, nella contea di Herkimer.